# Sphaerognomoniella cornicola
Sphaerognomoniella cornicola är en svampart som beskrevs av Naumov & Kusnezowa 1952. Sphaerognomoniella cornicola ingår i släktet Sphaerognomoniella, ordningen Diaporthales, klassen Sordariomycetes, divisionen sporsäcksvampar och riket svampar.   Inga underarter finns listade i Catalogue of Life.